# Locomotiva FS E.472
La locomotiva FS E.472 fu uno degli ultimi tipi di locomotiva trifase progettati dalle FS a metà degli anni venti e il primo esperimento di locomotiva italiana a 10.000 volt a frequenza industriale.

## Storia
Uno degli inconvenienti del sistema di trazione a corrente alternata trifase a 16,7 Hz era la necessità di impianti specifici di produzione e trasmissione dell'energia elettrica e il tallone di Achille delle sottostazioni era costituito dall'impiego di convertitori rotanti, necessari per ottenere la suddetta frequenza, ma piuttosto delicati e bisognosi di continua manutenzione. La scelta di tale frequenza, tuttavia, era obbligata per diversi fattori tecnici tra cui non ultima la poca affidabilità degli ingranaggi riduttori della trasmissione che imponeva l'uso di motori il più possibile lenti (e quindi a frequenza la più bassa possibile).
Fu quindi molto interessante, nel 1927, l'attivazione sperimentale della trazione trifase a 10.000 volt e frequenza industriale di 45 Hz sulla linea Roma-Sulmona, caratterizzata da forti pendenze, della lunghezza di 172 km e con 20 km di gallerie. Il 28 ottobre 1928 fu elettrificata la tratta da Roma Prenestina a Tivoli e il 23 marzo 1929 il tratto fino a Sulmona.
L'esperimento, pur avendo avuto successo e dimostrata la possibilità di alimentare la linea elettrica a 10.000 V, il che permetteva un maggior distanziamento delle sottostazioni di alimentazione e quindi un minor numero delle stesse, rimase isolato ed unico in seguito al successo maggiore degli esperimenti a corrente continua eseguiti nello stesso periodo. Il progetto fu definitivamente abbandonato anche a seguito della distruzione quasi totale degli impianti per eventi bellici e alla asportazione di tutte le locomotive rimaste, da parte dei tedeschi in ritirata, nelle ultime fasi della seconda guerra mondiale. La E.472.006 era andata distrutta nel corso del bombardamento aereo alleato degli impianti ferroviari di Sulmona del 27 agosto 1943

## Caratteristiche
La locomotiva progettata e realizzata nel 1925 per l'inizio della fase sperimentale fu la E.472 cui seguirono la E.470 e la E.570 nel 1927.
Il modello, alla cui progettazione contribuì l'Ing.Giuseppe Bianchi, alimentato a corrente elettrica alternata trifase a 10.000 Volt alla frequenza di 45 Hz, era destinato ad essere dapprima testato e quindi entrare in servizio regolare su un tratto di linea appositamente predisposto tra Roma e Sulmona.
Le prime due locomotive E.472 ed E.470, costruite appositamente per il servizio viaggiatori erano sostanzialmente identiche; avevano quattro assi grandi accoppiati e due più piccoli di estremità portanti che formavano, con l'asse motore adiacente un carrello italiano ad ambedue le estremità, rendendo la macchina perfettamente simmetrica nei due sensi di marcia.
La trasmissione del moto avveniva per mezzo di ingranaggi, bielle triangolari e bielle d'accoppiamento.
I due motori asincroni, alimentati mediante trasformatori ad olio, della potenza complessiva di 1800 kW permettevano le velocità tipiche di 37,5, 50, 75 km/h per il gruppo E.472 e 37,5, 50, 75 e 100 km/h per il Gruppo E.470. Per queste locomotive venne studiato un pantografo di nuovo tipo.
La destinazione era quella di traino di pesanti convogli anche su strade ferrate in particolare pendenza e in galleria come quello che collegava Lazio ed Abruzzo ma, stante il ritardo nell'apposita elettrificazione di questo percorso, tra il 1927 e il 1928 la zona di prova venne provvisoriamente trasferita alla linea diretta al Traforo ferroviario del Frejus.

## Locomotive del tipo 472 costruite
- E.472, ordinate nel 1925, con rodiggio 1D1. Quantità costruita: 17 unità.
- E.470, ordinate nel corso del 1925, con uguale rodiggio, 1D1 in numero di 4 unità.

Nel 1928 venne costruita una nuova locomotiva della potenza di 3.270 kW che avrebbe dovuto rappresentare il "massimo" dello sviluppo della trazione trifase: fu denominata Locomotiva FS E.471, ed aveva rodiggio 1D1, ma era del tutto diversa come concezione dalle E.472 ed E.470. Rimase però allo stadio di prototipo.